# Reisediarrhoe
Als Reisediarrhoe oder Reisedurchfall (RD) wird eine Infektionskrankheit des Darmes (Gastroenteritis) bezeichnet, die durch Toxine verschiedener Bakterien verursacht wird und bei einer Reise in die Tropen oder Subtropen (meist in den ersten Tagen) auftreten kann. Bei Reisenden, die aus gemäßigten Zonen kommen, handelt es sich um die häufigste Reisekrankheit überhaupt.

## Erreger
Normalerweise befindet sich die (regional unterschiedlich zusammengesetzte) Darmflora in einem Gleichgewicht, das durch das plötzliche Vorhandensein von anderen Bakterien unterschiedlich stark gestört wird. Deren Enterotoxine (nachgewiesen bei ETEC, Campylobacter-Species, Shigellen und Salmonellen) führen zu einer aktiven Sekretion von Chlorid-Ionen aus der Darmzelle in das Darmlumen (ins Darminnere). Diesen folgen Natrium-Ionen und Wasser passiv. Neben der gestörten Resorptionstätigkeit kommt es somit zu einer sogenannten sekretorischen Diarrhoe, bei letztgenannten Erregern durch direkten Befall der Darmschleimhaut auch zu einer entzündlichen Dysenterie.
ETEC sind in Lateinamerika zu 50 %, in Asien nur zu 15 % für die Durchfälle verantwortlich zu machen. Campylobacter, Shigellen und Salmonellen werden für 1–15 % der Erkrankungen verantwortlich gemacht. Klinisch lassen sich die von den unterschiedlichen Erregern verursachten Durchfälle kaum unterscheiden. Ein Erregernachweis ist in den meisten Fällen nicht nötig, da dieser speziell bei den leichteren Formen der Erkrankung keine Auswirkung auf eine allfällige Therapie hat.

## Inzidenz
Die mittlere Häufigkeit ist je nach Reiseziel unterschiedlich:
- Ein hohes Risiko mit einer Inzidenz bis 50 % besteht bei Reisen nach Lateinamerika, Asien und Afrika – auf einigen Nilkreuzfahrten sind bis zu 80 % der Passagiere betroffen, was zu Synonymen wie Pharaos Rache, Fluch des Pharao oder Pyramiden-Sidestep führte. Bei Reisen nach Mittel- und Südamerika wird dementsprechend von Montezumas Rache gesprochen.
- Ein mittleres Risiko mit einer Inzidenz von 10–20 % besteht für Südeuropa, Israel, Karibik
- Ein geringes Risiko mit einer Inzidenz von weniger als 8 % besteht bei Reisen nach Nordeuropa, Nordamerika, Australien, Neuseeland und Japan.

## Verlauf
Die Reisediarrhoe wird in zwei unterschiedliche Verlaufsformen eingeteilt:

### Akute Reisediarrhoe
Eine Reisediarrhoe manifestiert sich in 90 bis 95 % als akute Reisediarrhoe. Die Inkubationszeit beträgt wenige Stunden bis wenige Tage, was bedeutet, dass die Mehrzahl der Reisenden ihre Durchfälle innerhalb der ersten vier Tage der Reise bekommen. Damit kommt es
1. zu mehr als drei Stuhlentleerungen pro Tag, die
2. von herabgesetzter Konsistenz und damit ungeformt bzw. meist wässrig sind. In bis zu 10 % der Fälle kann Blut im Stuhl gefunden werden.

Hinzu kommen können Übelkeit und Erbrechen.
Bei etwa einem Prozent der Betroffenen sind die Durchfälle so schwer, dass eine Krankenhausaufnahme notwendig ist, circa 20 Prozent sind bettlägerig, die restlichen gut 80 Prozent fühlen sich in ihrer Bewegungsfreiheit mehr oder weniger eingeschränkt und sind damit nur leicht erkrankt. Die mittlere Krankheitsdauer beträgt drei bis fünf Tage. Die Durchfälle sind in der Regel selbst terminierend.

### Chronische Reisediarrhoe
Bei 8 bis 15 Prozent dauert sie über eine Woche, 2–3 % (bis 10 %) entwickeln eine chronische Diarrhoe, die mehr als vier Wochen lang besteht und deshalb oft erst nach der Rückreise ins Heimatland abgeklärt wird. Der am häufigsten nachgewiesene Erreger hier ist Giardia lamblia.

## Prophylaxe
Auch wenn die Reisediarrhoe in den meisten Fällen selbstlimitierend ist, empfiehlt es sich, die Erkrankung durch angemessene Prophylaxe zu verhindern. Diese kann bestehen aus:
- Impfung: Erhältlich ist diese gegen Cholera, ETEC und Typhus.
- Vermeidung bzw. Desinfektion infizierter Nahrungsmittel
  - nur original verschlossene (keine gezapften) Getränke konsumieren; Eiswürfel vermeiden
  - Wasser abkochen und/oder filtern; direktes Trinken von Leitungswasser vermeiden
  - Lebensmittel vor dem Verzehr entweder schälen oder kochen; frische Lebensmittel vermeiden („cook it, peel it, or leave it“)
  - nur frisch gekochte und heiße Speisen zu sich nehmen; aufgewärmtes Essen vermeiden.
- prophylaktische Medikamente, wie eine Antibiotika-Prophylaxe (diese ist im Moment nicht empfohlen, nur in Ausnahmefällen sinnvoll, daher nur in Absprache mit einem Reisemediziner anwenden)[3][4]

Die Behandlung erfolgt wie bei einer gewöhnlichen Gastroenteritis. 